# Veijo Baltzar

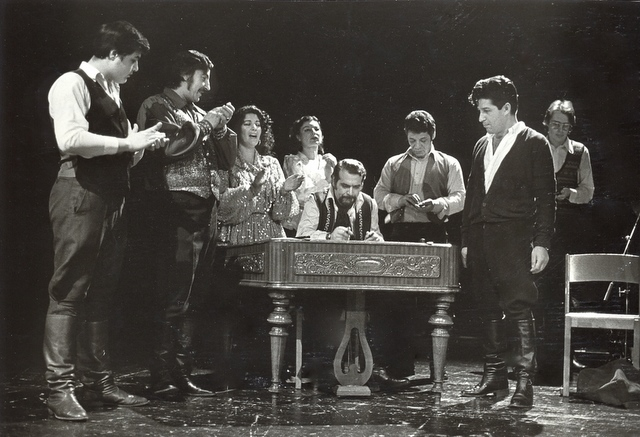
Musta ruoska (Látigo negro), 1981-1982.

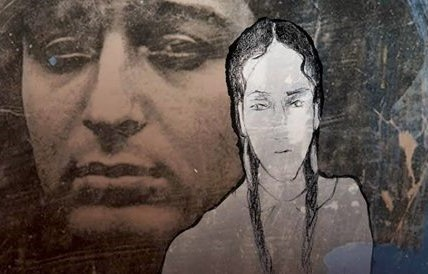
Exposición de Veijo Baltzar, "Miranda - The Roma Holocaust" (Miranda - El Holocausto Roma) comenzó su gira mundial 11/05/2017 en Tallin, Estonia.

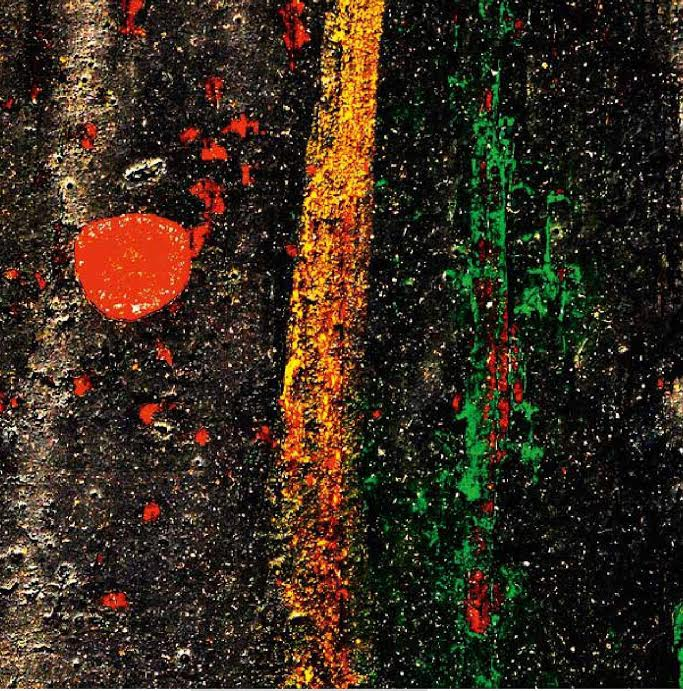

Veijo Oskari Baltzar (9 de junio del 1942 Suonenjoki) es un escritor finlandés de etnia gitana. Ha publicado más de 72 obras creativas incluyendo 8 novelas, obras de teatro, poemas y guiones de cine. El nombre de Baltzar también está presente en las artes visuales.

## Novelas
- Polttava tie (Empate fuego) (1968)
- Verikihlat (1969)
- Mari (1970)
- Mustan Saaran kristallipallo (Sarah es una bola de cristal negro) (1978)
- Käärmeenkäräjäkivi (Distrito de serpiente de piedra) (1988)
- Musta tango (Tango negro) (1990)
- Phuro (2000)
- Sodassa ja rakkaudessa (En la guerra y el amor) (2008)

## Drama
- Musta ruoska (Látigo negro) (1981)
- Nälkäkurjet (Kurjet Hambre) (1982)
- Taon kivestä hevosen (Taon caballo de piedra) (1983)
- Rautayöt (1984)
- Rautaratsut (1986)
- Jumala on suuri (Dios es grande) (1991)
- Jumalten paratiisi (Paraíso de Dios) (1993)
- Kaveria ei jätetä (Chicos no dejan) (1993)
- Naisten metsä (El bosque de la mujer) (1996)
- Rakkauteni Maria (Mi amor por María) (1997)
- Orli (1995)
- Botox (2009)

## Otros
- Mustalaisballadi (1974)
- Vappu (De mayo) (1978)
- Punainen puutarha (Jardín rojo) (1979)
- Tie (Ate) (1982)
- Punainen hevonen (Caballo rojo) (1983)
- Mustat kiharat (Kiharat negro) (1985)
- Djengiba (1988)
- Verikihlat (1979)
- Karma (1994)
- Orli (1996)
- Kenen poika (Cuyo hijo) (1997)
- Veren juhlat (Festival de Sangre) (1999)

## Artes visuales
- Exposición de jóvenes artistas en Ateneum, Helsinki. 1975.
- En la década de 1970, numerosas exposiciones en diferentes galerías en Helsinki.
- RAUDAN TAKAA (Detrás del hierro) con Oili Marski. Exposición en la biblioteca de Rautalampi.1991.
- KIVEN AIKA (El tiempo de la piedra). Exposición con Oili Marski en Kuopio, galería de Vintti. 1991.

## Enlaces
- Romaníwriters